# Prinplup
Prinplup (ポッタイシ, Prinplup? Pottaishi in de originele Japanse versie) is een van de 1008 Pokémon. Prinplup is een Pokémon die evolueert van één de drie starters uit spellen die zich afspelen in de regio Sinnoh.
De naam Prinplup is een mix van de woorden prins en plup, waarbij plup het geluid voorstelt van een druppende kraan. Zijn Japanse naam Pottaishi is een mix van de Japanse woorden die verwijzen naar kletterend water (ぽちゃぽちゃ, pochapocha?) en kroonprins(皇太子, kōtaishi?).
Qua uiterlijk doet Prinplup nog het meeste denken aan een fjordlandkuifpinguïn. Door de blauwe kleur van zijn lichaam lijkt het net alsof hij een mantel draagt; de witte ronde patronen op zijn buik lijken op knopen. Hij heeft ook twee hanenkammen op zijn kop die aan een kroon of een tiara doen denken.
Aan zijn prinselijke uitstraling kun je zien dat deze Pokémon nogal arrogant is; hij leeft dan ook niet graag met soortgenoten omdat hij alleen zichzelf als belangrijkste ziet.
Prinplups meest effectieve wapens zijn z'n flippers, die sterk genoeg zijn om een boom in tweeën te doen splijten. Eén steek hiervan kan dodelijk zijn.

## Ruilkaartenspel
Er bestaan vier standaard Prinplup kaarten. Allemaal hebben ze het type Water als element.

## Evolutieketen
Piplup → Prinplup → Empoleon